# بژوستوویتس

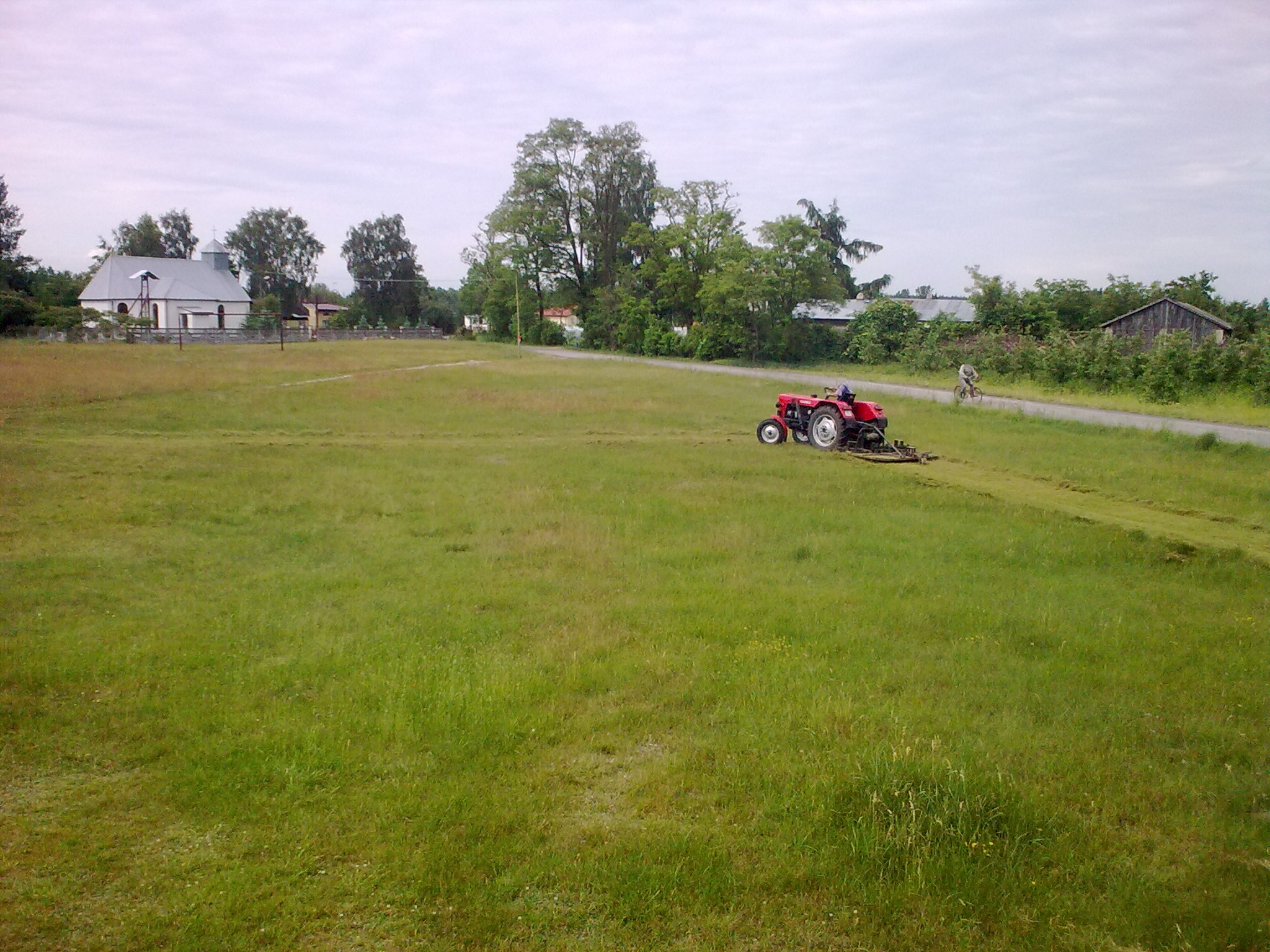
نمایی از روستای «بژوستوویتس»

بژوستوویتس (به لهستانی:  Brzostowiec) یک روستا در لهستان است که در گمینا موگیلنگتسا واقع شده‌است.